# Cuvier szökőkút
A Cuvier szökőkút Párizs ötödik kerületében áll, a rue Cuvier 20. szám alatt, a rue Linné sarkán, szemben a Füvészkerttel.

## Története
1840-ben Párizs városának vízellátásáért felelős Alphonse Vigoureux építész, a korábban épített Szent Viktor szökőkút helyébe újat állíttatott, amelyet Georges Cuvier tiszteletére Cuvier szökőkútnak neveztek el. A szoborkompozíció egy, a Jean-Jacques Feuchère szobrász által alkotott természeti kép. Ülő helyzetben lévő, félmeztelen fiatal nőt ábrázol, aki kőtáblát tart a kezében, melyre Cuvier jelmondata van vésve: Rerum cognoscere causas (a Vergilius versrészlet fordítása: Megismerhette a dolgok okait), körülötte egy oroszlán és több tengeri és kétéltű állat látható. Különlegessége az a krokodil, amely elfordítja a fejét, hiszen ez csak az alkotó képzeletében létező mozdulat, mivel az állat a valóságban ilyen testtartásra nem képes. A szökőkút ornamentális díszítéseit; a frízt, az oszloprendeket és a koszorúpárkányt Pierre-Jules Pomateau szobrászművész készítette.
A Cuvier szökőkút az 1984. április 3-án kelt határozatban felkerült a francia történelmi nevezetességek listájára.

## Galéria a szökőkútról

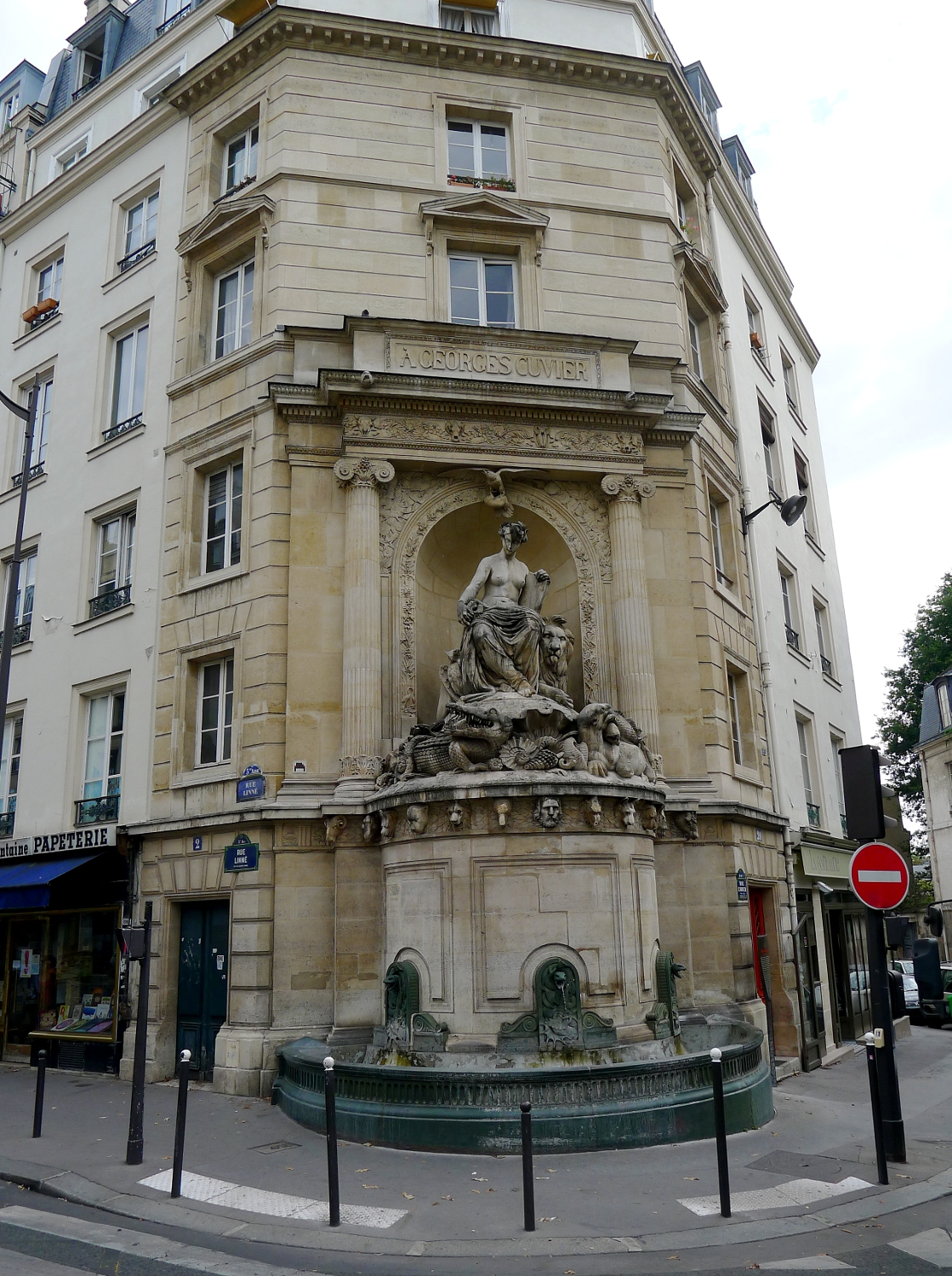
A szökőkút látképe
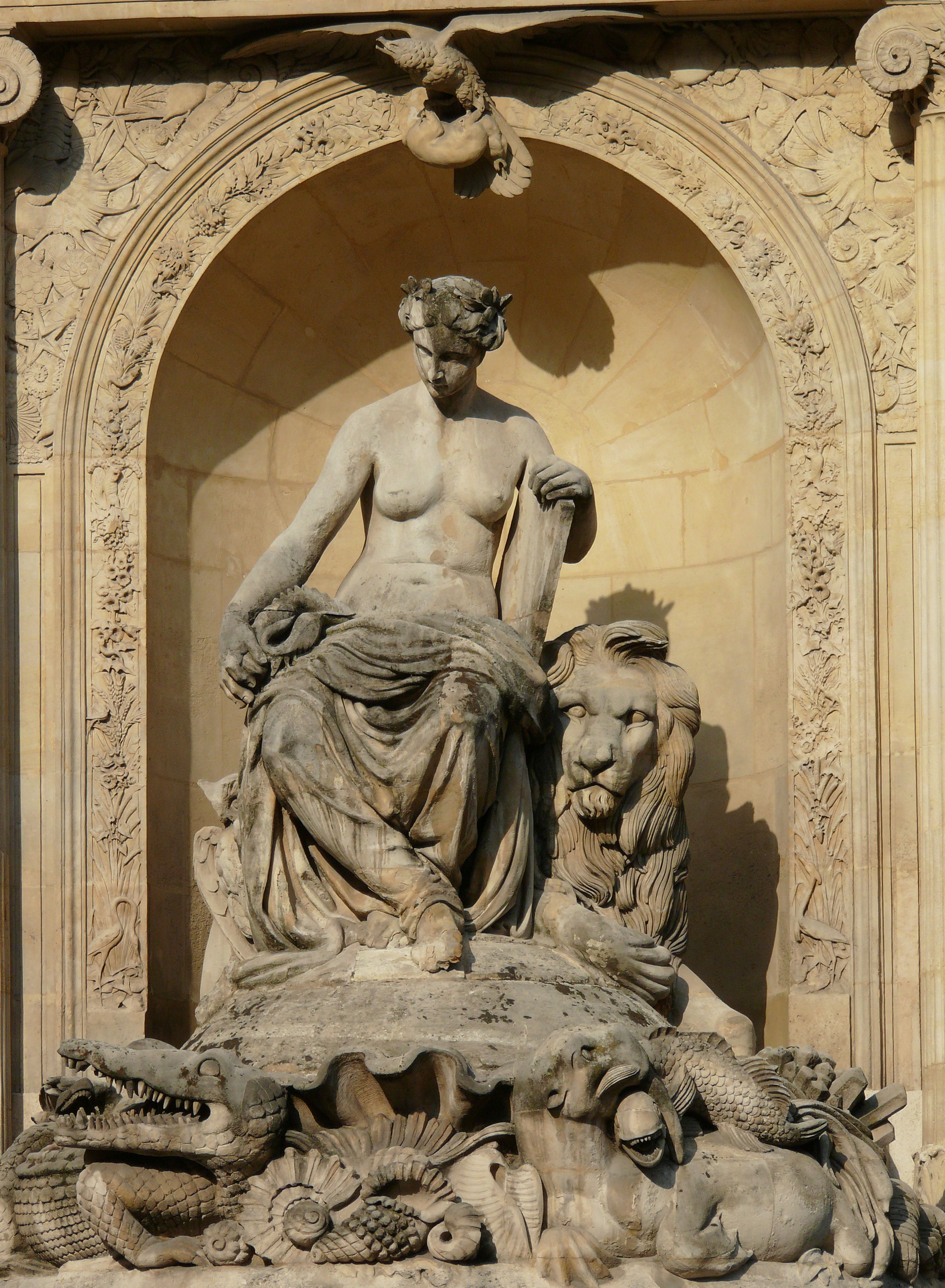
A szoborkompozíció szemből
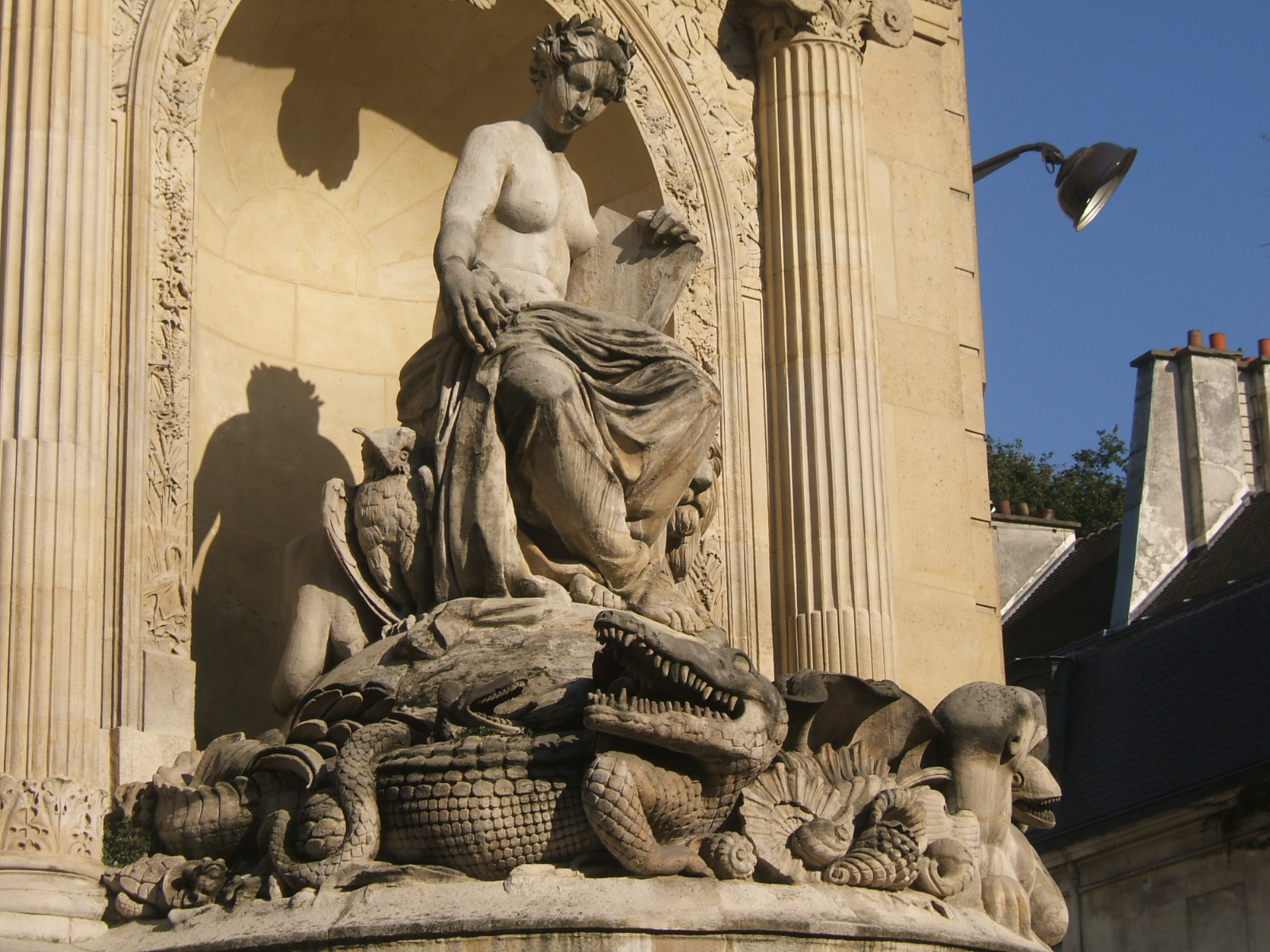
A szoborkompozíció oldalról
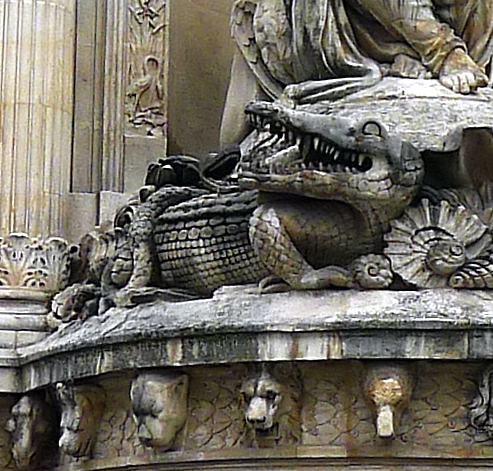
Az elfordított fejű krokodil
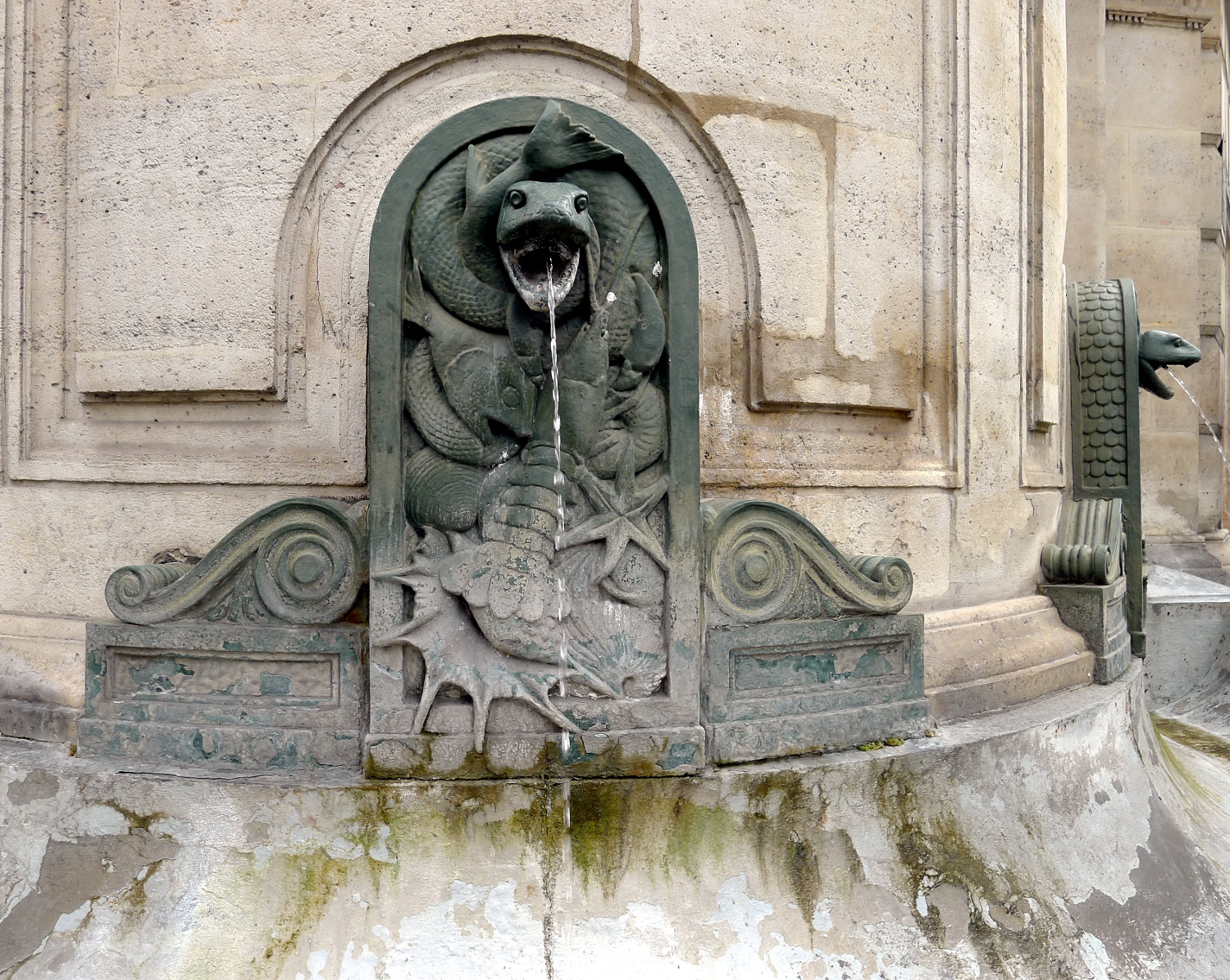
A vízköpő

## Fordítás
- Ez a szócikk részben vagy egészben  a   Fontaine Cuvier című francia Wikipédia-szócikk ezen változatának fordításán alapul.  Az eredeti cikk szerkesztőit annak laptörténete sorolja fel. Ez a jelzés csupán a megfogalmazás eredetét és a szerzői jogokat jelzi, nem szolgál a cikkben szereplő információk forrásmegjelöléseként.